# Settimo Vittone
Settimo Vittone är en ort och kommun i storstadsregionen Turin, innan 2015 provinsen Turin, i regionen Piemonte, Italien. Kommunen hade 1 546 invånare (2017).